# Sielsowiet Wuscie
Sielsowiet Wuscie (biał. Вусценскі сельсавет, ros. Устенский сельсовет) – sielsowiet na Białorusi, w obwodzie witebskim, w rejonie orszańskim, z siedzibą w Wusciu.

## Demografia
Według spisu z 2009 sielsowiet Wuscie zamieszkiwało 1921 osób, w tym 1801 Białorusinów (93,75%), 85 Rosjan (4,42%), 14 Ukraińców (0,73%), 6 Ormian (0,31%), 2 Polaków (0,10%), 2 Niemców (0,10%), 2 Gruzinów (0,10%), 3 osoby innych narodowości i 6 osób, które nie podały żadnej narodowości.

## Geografia i transport
Sielsowiet położony jest na Grzędzie Białoruskiej, w południowej części rejonu orszańskiego i na południowy zachód od stolicy rejonu Orszy. Sielsowiet z trzech stron otacza osiedle typu miejskiego Bołbasowo oraz graniczy z miastami Orsza i Barań. Największą rzeką jest Dniepr, płynący jego wschodnią granicą.
Przez sielsowiet przebiega linia kolejowa Orsza – Mohylew, droga republikańska R76 oraz zachodnia obwodnica Orszy.

## Miejscowości
- agromiasteczko:
  - Wuscie
- wsie:
  - Barań
  - Baraucy
  - Bielewa
  - Brancawa
  - Chiminiczy
  - Cielanciejewa
  - Czerwina
  - Jaromkawiczy
  - Klusznikawa
  - Krasny Bierah
  - Leńkawiczy
  - Lipki
  - Malinauka
  - Marozauka
  - Nawasielle
  - Nawasiołki
  - Sasnouka
  - Sieliszcza
  - Tarczyława
  - Wiazawaja